# Canoa/kayak ai Giochi della XVII Olimpiade - K1 500 metri femminile
La competizione del K1 500 metri femminile di Canoa/kayak ai Giochi della XVII Olimpiade si è disputata nei giorni dal 26 al 29 agosto 1960 nel bacino del Lago Albano a Castel Gandolfo.

## Programma
| Data           | Round        | Nota                                              |
| -------------- | ------------ | ------------------------------------------------- |
| 26 agosto 1960 | 2 Batterie   | Le prime 3 in semifinale. Le restanti ai recuperi |
| 26 agosto 1960 | 2 Recuperi   | Le prime 3 in semifinale                          |
| 27 agosto 1960 | 3 Semifinali | Le prime 3 finale                                 |
| 29 agosto 1960 | Finale       |                                                   |

## Risultati

### Batterie
| Pos. | Atleta            | Nazione       | Tempo   |
| ---- | ----------------- | ------------- | ------- |
| 1    | Daniela Walkowiak | Polonia       | 2'15"34 |
| 2    | Alberta Zanardi   | Italia        | 2'17"14 |
| 3    | Klára Bánfalvi    | Ungheria      | 2'17"39 |
| 4    | Marianne Tucker   | Gran Bretagna | 2'21"06 |
| 5    | Gabrielle Lutz    | Francia       | 2'22"05 |
| 6    | Eila Eskola       | Finlandia     | 2'22"33 |

| Pos. | Atleta              | Nazione          | Tempo   |
| ---- | ------------------- | ---------------- | ------- |
| 1    | Antonina Seredina   | Unione Sovietica | 2'08"82 |
| 2    | Therese Zenz        | Germania         | 2'09"73 |
| 3    | Else-Marie Lindmark | Svezia           | 2'13"37 |
| 4    | Anni Werner         | Danimarca        | 2'14"04 |
| 5    | Eva Kutová          | Cecoslovacchia   | 2'16"35 |
| 6    | Heidi Sager         | Australia        | 2'19"75 |
| 7    | Glo Perrier         | Stati Uniti      | 2'23"00 |

### Recuperi
| Pos. | Atleta          | Nazione        | Tempo   |
| ---- | --------------- | -------------- | ------- |
| 1    | Eva Kutová      | Cecoslovacchia | 2'17"87 |
| 2    | Eila Eskola     | Finlandia      | 2'18"54 |
| 3    | Marianne Tucker | Gran Bretagna  | 2'21"04 |
| 4    | Glo Perrier     | Stati Uniti    | 2'21"20 |

| Pos. | Atleta         | Nazione   | Tempo   |
| ---- | -------------- | --------- | ------- |
| 1    | Anni Werner    | Danimarca | 2'13"76 |
| 2    | Heidi Sager    | Australia | 2'15"27 |
| 3    | Gabrielle Lutz | Francia   | 2'19"28 |

### Semifinali
| Pos. | Atleta              | Nazione       | Tempo   |
| ---- | ------------------- | ------------- | ------- |
| 1    | Daniela Walkowiak   | Polonia       | 2'11"07 |
| 2    | Else-Marie Lindmark | Svezia        | 2'13"19 |
| 3    | Anni Werner         | Danimarca     | 2'17"87 |
| 4    | Marianne Tucker     | Gran Bretagna | 2'18"96 |

| Pos. | Atleta            | Nazione          | Tempo   |
| ---- | ----------------- | ---------------- | ------- |
| 1    | Antonina Seredina | Unione Sovietica | 2'07"20 |
| 2    | Klára Bánfalvi    | Ungheria         | 2'15"51 |
| 3    | Eila Eskola       | Finlandia        | 2'17"28 |
| 4    | Heidi Sager       | Australia        | 2'18"42 |

| Pos. | Atleta          | Nazione        | Tempo   |
| ---- | --------------- | -------------- | ------- |
| 1    | Therese Zenz    | Germania       | 2'08"51 |
| 2    | Alberta Zanardi | Italia         | 2'15"58 |
| 3    | Eva Kutová      | Cecoslovacchia | 2'16"90 |
| 4    | Gabrielle Lutz  | Francia        | 2'22"51 |

### Finale
| Pos.    | Atleta              | Nazione          | Tempo   |
| ------- | ------------------- | ---------------- | ------- |
| Oro     | Antonina Seredina   | Unione Sovietica | 2'08"08 |
| Argento | Therese Zenz        | Germania         | 2'08"22 |
| Bronzo  | Daniela Walkowiak   | Polonia          | 2'10"46 |
| 4       | Anni Werner         | Danimarca        | 2'13"88 |
| 5       | Klára Bánfalvi      | Ungheria         | 2'14"02 |
| 6       | Else-Marie Lindmark | Svezia           | 2'14"17 |
| 7       | Alberta Zanardi     | Italia           | 2'14"31 |
| 8       | Eva Kutová          | Cecoslovacchia   | 2'15"30 |
| 9       | Eila Eskola         | Finlandia        | 2'17"28 |